# Тераностика
Тераностика (від терапія і діагностика) — запропонований новітній підхід до одночасної діагностики і лікування окремих пацієнтів.

## Суть
Полягає у тестуванні пацієнтів на можливі реакції на нові ліки та у конструюванні способу лікування ґрунтуючись на результатах.
Тераностика може стати ключовим елементом особистої медицини.
Фундаментом тераностики можуть стати молекулярна генетика, фармакогеноміка, фармакогенетика та технологія мікроматричних чипів. 

## Див також
- Гуморизм
- Mucor racemosus[en]
- Активні форми кисню
- Антуан Бешамп[en]

## Публікації
- Warner S. Diagnostics + Therapy = Theranostics. // The Scientist, 18/2004, p. 38.
- Picard FJ, Bergeron MG., Rapid molecular theranostics in infectious diseases. // Drug Discov Today. 2002 Nov 1;7(21):1092-101.
- Hooper JW., The genetic map to theranostics. // MLO Med Lab Obs. 2006 Jun;38(6):22-3, 25.
- F. Pene, E. Courtine, A. Cariou, J.P. Mira. Toward theranostics. // Crit Care Med, 37 (2009), pp. S50–S58.